# Сан-Томе (місто)
Сан-Томе́ (порт. São Tomé; також відоме під назвою Салазар) — столиця та найбільше місто центральноафриканської острівної держави Сан-Томе і Прінсіпі. Його назва португальською означає «Святий Фома». Засноване у XV столітті, це одне з найстаріших колоніальних міст Африки.

## Історія
Альваро Камінья заснував колонію Сан-Томе у 1493 році. Португальці прибули до Сан-Томе у пошуках землі для вирощування цукрової тростини. Острів був безлюдним до прибуття португальців приблизно в 1470 році. Клімат Сан-Томе, розташованого приблизно за 40 кілометрів (25 миль) на північ від екватора, був достатньо вологим, щоб вирощувати цукрову тростину в дикому достатку. У 1497 році 2 000 єврейських дітей, віком до восьми років, були вивезені з Піренейського півострова для отримання католицької освіти відповідно до національної політики навернення до католицизму. Розташоване неподалік африканське королівство Конго з часом також стало джерелом рабської праці. Острів Сан-Томе був головним центром виробництва цукру в XVI столітті; до 1600 року його обігнала Бразилія.
Центром Сан-Томе є собор шістнадцятого століття, який був значною мірою перебудований у XIX столітті. Ще одна рання будівля — форт Сан-Себастьян, збудований у 1566 році, де зараз знаходиться Національний музей Сан-Томе. 9 липня 1595 року повстання рабів на чолі з Рей Амадором взяло контроль столицю; вони були підкорені в 1596 році 1599 року голландці захопили місто та острови на два дні; вони знову окупували його в 1641 році на рік. Місто було столицею португальської колонії Сан-Томе і Прінсіпі, а після здобуття Сан-Томе і Прінсіпі незалежності в 1975 році стало столицею суверенної держави.

## Географія
Сан-Томе, важливий як порт, розташований у затоці Ана-Чавеш на північному сході острова Сан-Томе, а Ілеу-дас-Кабрас лежить неподалік у відкритому морі. Сан-Томе розташоване на північний схід від Тріндаді, на південний схід від Гвадалупе та на північний захід від Сантани. З цими містами його з'єднує шосе, яке оточує весь острів Сан-Томе. Він пов'язаний з Кабо-Верде щотижневим поромом.
Серед визначних пам'яток міста — Президентський палац, кафедральний собор і кінотеатр. У місті також розташовані школи, середні та вищі навчальні заклади, політехнічний університет, два ринки, три радіостанції, громадська телевізійна станція TVSP, кілька клінік і лікарень, головний аеропорт країни — Міжнародний аеропорт Сан-Томе (з якого здійснюються прямі регулярні рейси до Анголи, Габону, Гани та Португалії, а також нерегулярні внутрішні рейси до Прінсіпі), і багато площ (praças). Сан-Томе також слугує центром дорожньої та автобусної мережі острова. Місто добре відоме своєю грою тчілолі.

## Клімат
Сан-Томе має тропічний вологий і сухий клімат (Köppen As), хоча він не набагато вищий за напівпосушливий клімат (BSh) через вплив холодної Бенгельської течії, яка робить навіть найвологіші місяці сухішими, ніж можна було б очікувати для такої низької широти, але водночас робить місто дуже хмарним і туманним навіть під час майже бездощового сухого сезону в середині року. Місто має відносно тривалий сезон дощів з жовтня по травень і короткий сухий сезон. В середньому в Сан-Томе випадає трохи менше ніж 900 мм опадів на рік. Температура в місті відносно постійна, середня висока температура зазвичай становить близько 30 °C, а середня низька — близько 22 °C.
| Клімат Сан-Томе                   | Клімат Сан-Томе | Клімат Сан-Томе | Клімат Сан-Томе | Клімат Сан-Томе | Клімат Сан-Томе | Клімат Сан-Томе | Клімат Сан-Томе | Клімат Сан-Томе | Клімат Сан-Томе | Клімат Сан-Томе | Клімат Сан-Томе | Клімат Сан-Томе | Клімат Сан-Томе |
| Показник                          | Січ.            | Лют.            | Бер.            | Квіт.           | Трав.           | Черв.           | Лип.            | Серп.           | Вер.            | Жовт.           | Лист.           | Груд.           | Рік             |
| Абсолютний максимум, °C           | 32              | 33              | 32              | 32              | 32              | 31              | 32              | 32              | 33              | 33              | 33              | 33              | 33              |
| Середній максимум, °C             | 27              | 27,7            | 27,8            | 27,7            | 26,6            | 24,9            | 23,8            | 23,7            | 24,5            | 25,2            | 26              | 26,5            | 26              |
| Середня температура, °C           | 25,2            | 25,2            | 25,8            | 25,8            | 25,2            | 23,6            | 22,7            | 22,9            | 23,6            | 24,1            | 24,6            | 24,8            | 24,5            |
| Середній мінімум, °C              | 20,2            | 20,5            | 20,4            | 20,4            | 20,3            | 19              | 18,2            | 18,3            | 19,1            | 19,5            | 19,8            | 20              | 19,6            |
| Абсолютний мінімум, °C            | 20              | 20              | 20              | 20              | 16              | 16              | 16              | 17              | 17              | 18              | 20              | 20              | 16              |
| Норма опадів, мм                  | 154.7           | 119             | 177.3           | 197             | 193.3           | 29.3            | 28.7            | 64.2            | 114.6           | 255.9           | 232.6           | 194.2           | 1760.8          |
| --------------------------------- | --------------- | --------------- | --------------- | --------------- | --------------- | --------------- | --------------- | --------------- | --------------- | --------------- | --------------- | --------------- | --------------- |
| Джерело: Weatherbase, Weatherbase |                 |                 |                 |                 |                 |                 |                 |                 |                 |                 |                 |                 |                 |

## Економіка
Промисловість розвинена слабко й включає виробництво мила, напоїв і лицювальної плитки. Через міський порт проходить весь експорт країни. Це какао, копра й банани.

## Транспорт
Сан-Томе обслуговується міжнародний аеропорт Сан-Томе, з якого здійснюються регулярні рейси до Європи та інших африканських країн.

## Демографія
Населення Сан-Томе — близько 56 945 осіб.

## Храмові споруди
Серед культових місць споруд переважають християнські церкви та храми: Римсько-католицька єпархія Сан-Томе і Прінсіпі (Католицька Церква), Вселенська Церква Царства Божого, Асамблеї Божі.

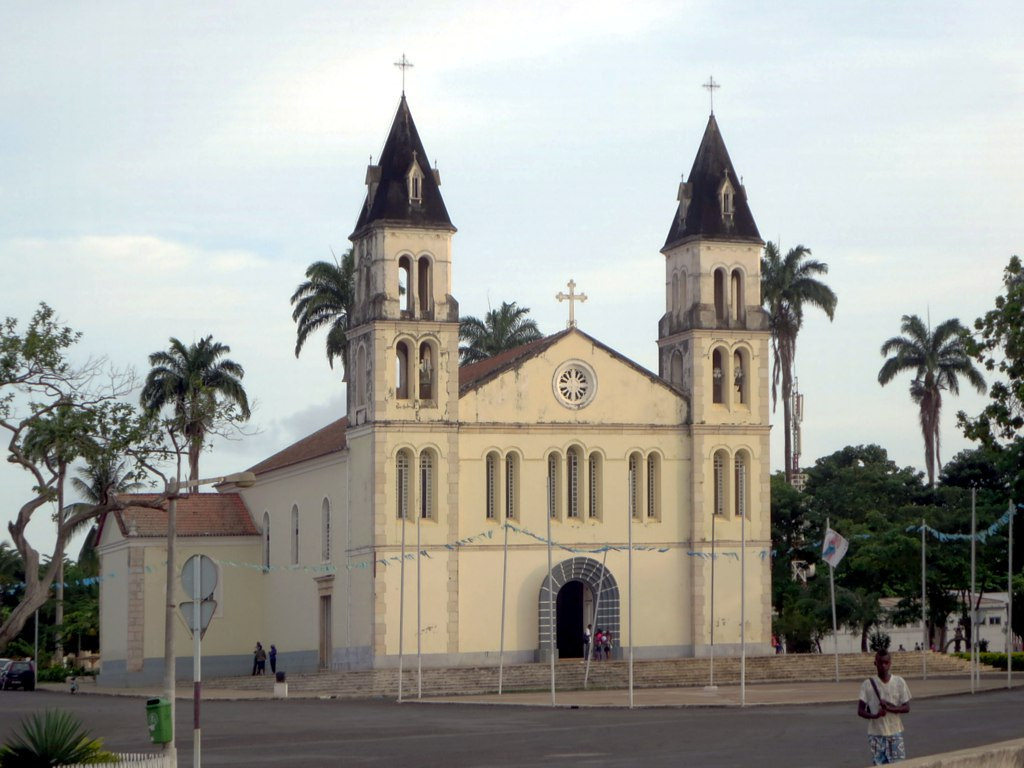
Собор Пресвятої Богородиці, Сан-Томе
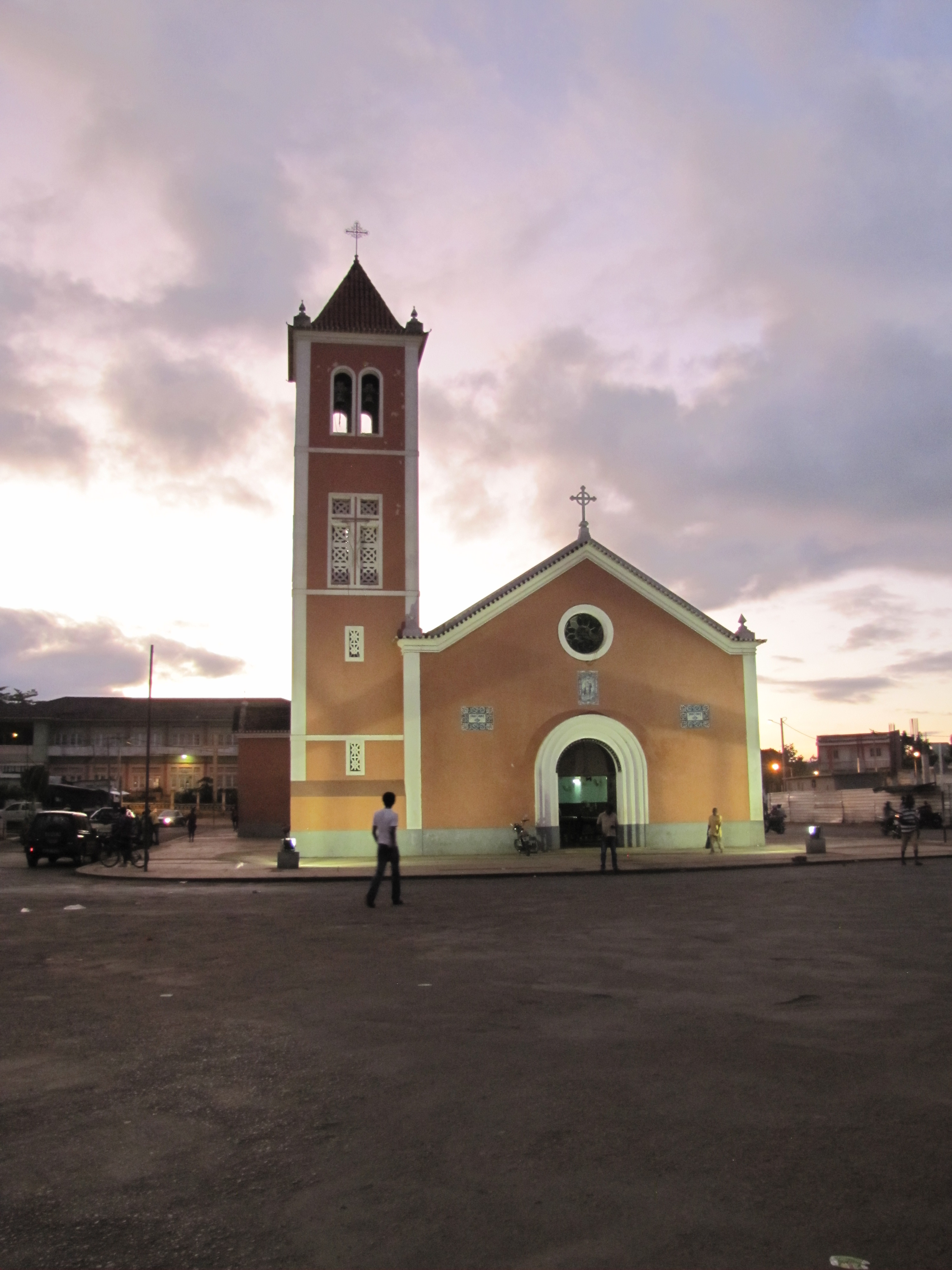
Церква Богоматері Зачаття, Сан-Томе

## Пам'ятки
У Сан-Томе зберігся португальський форт і кілька інших стародавніх будинків.

## Освіта
- Університет Сан-Томе і Прінсіпі, заснований у 2016 році
- Національний ліцей
- Підготовча школа Патріса Лумумби
- Національна бібліотека Сан-Томе і Прінсіпі

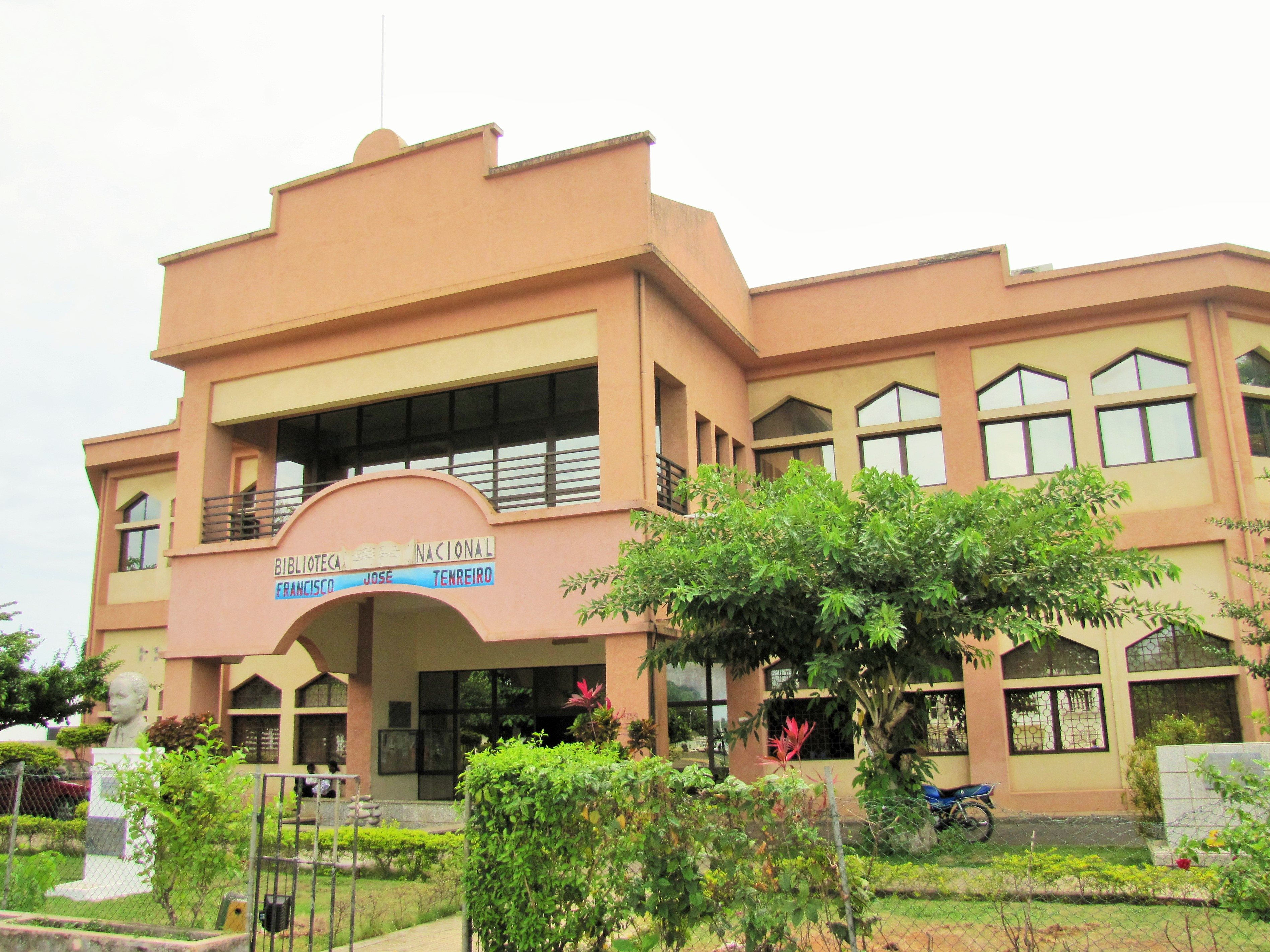
Національна бібліотека
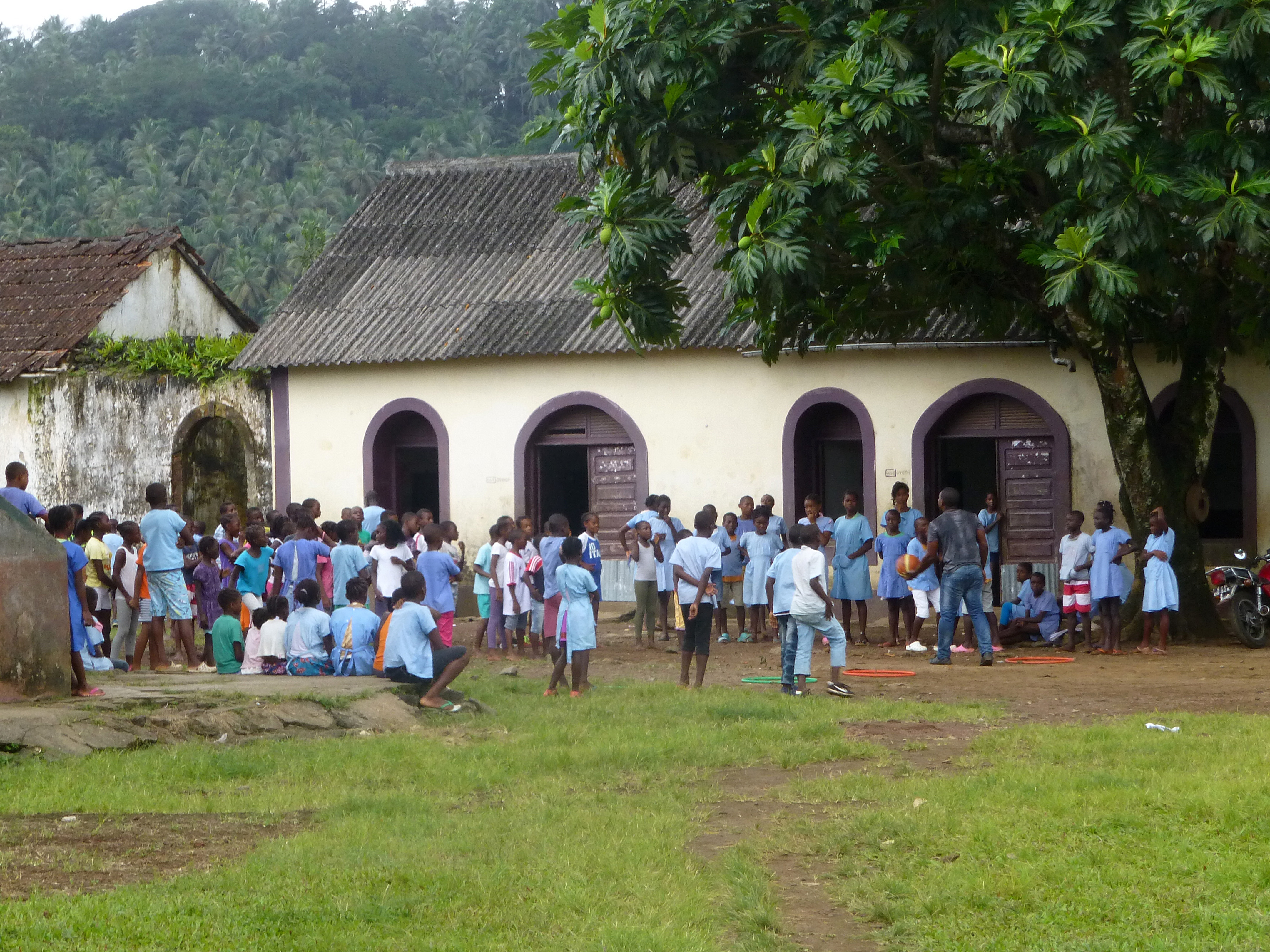
Школа
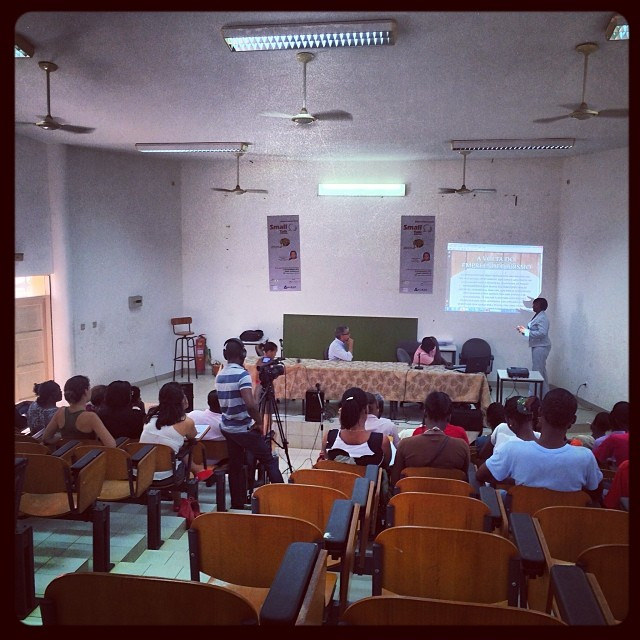
Лекція в університеті Сан-Томе
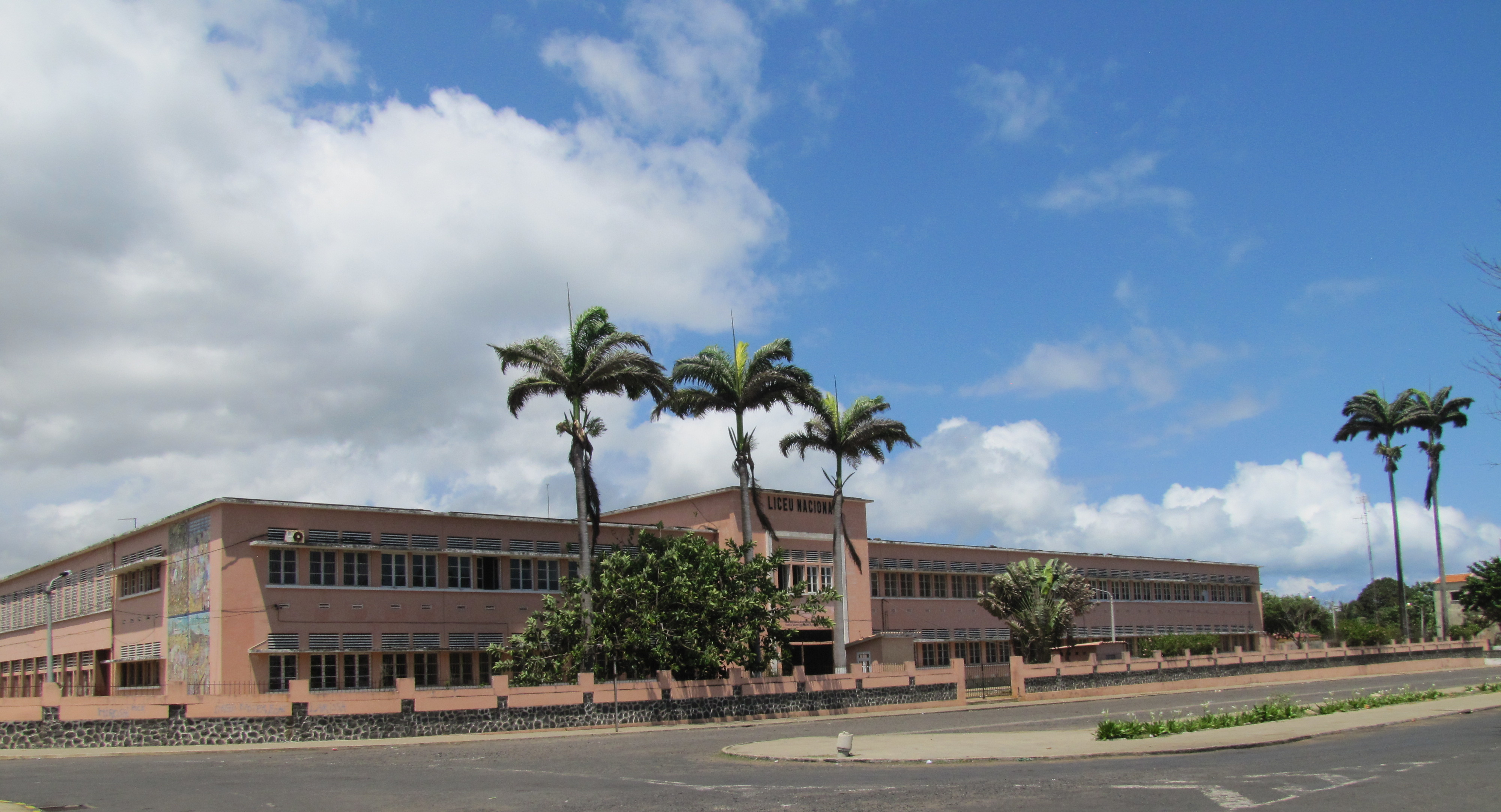
Національний ліцей
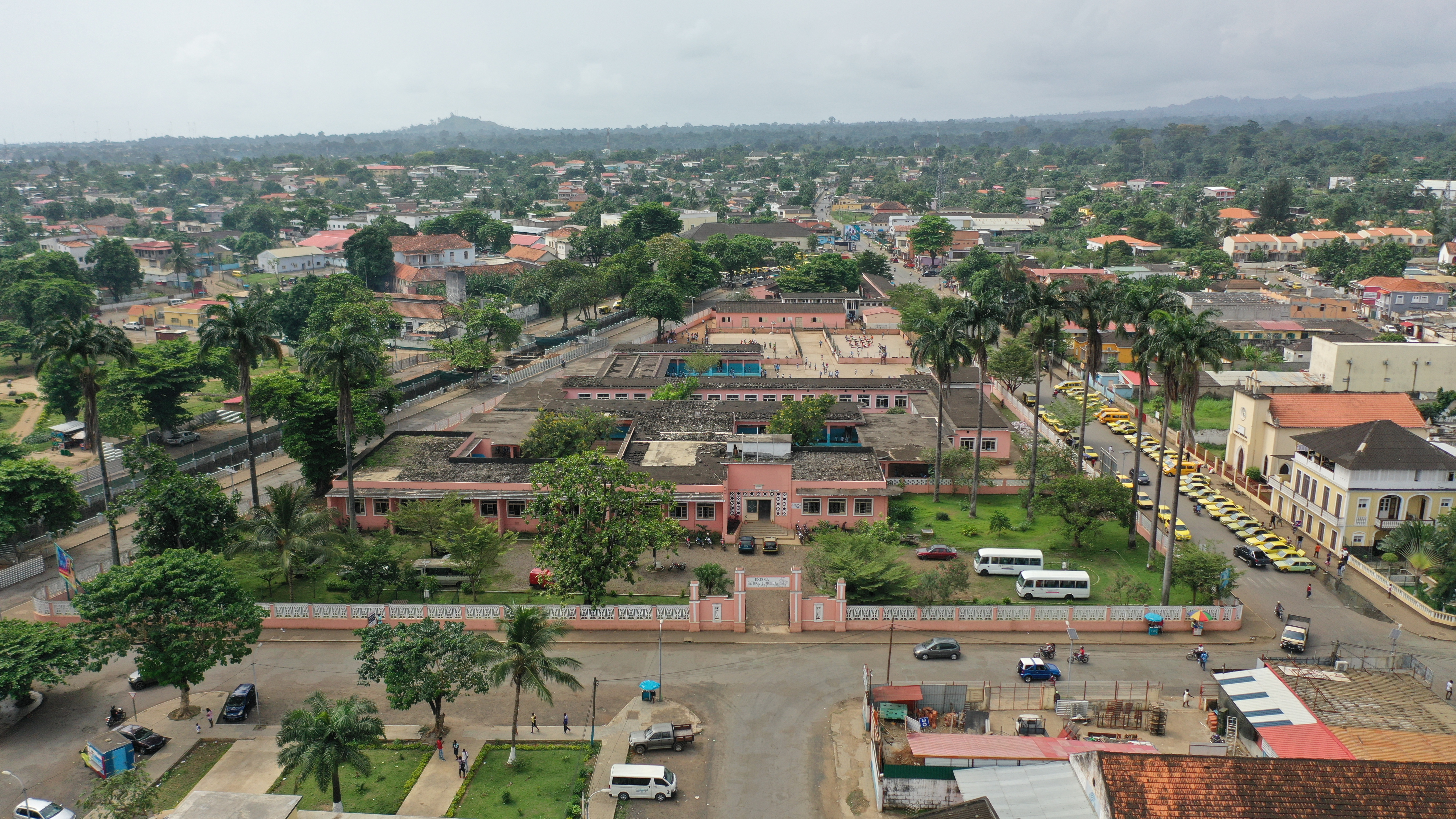
Підготовча школа Патріса Лумумби

Також в місті є португальські Міжнародні школи:
- Escola Portuguesa de S. Tomé
- Instituto Diocesano de Formação João Paulo II
- Escola Bambino
- Escola Internacional de S. Tomé e Príncipe.

## Медицина
- Головною лікарнею країни є лікарня Айрес де Менезеш

## Спорт

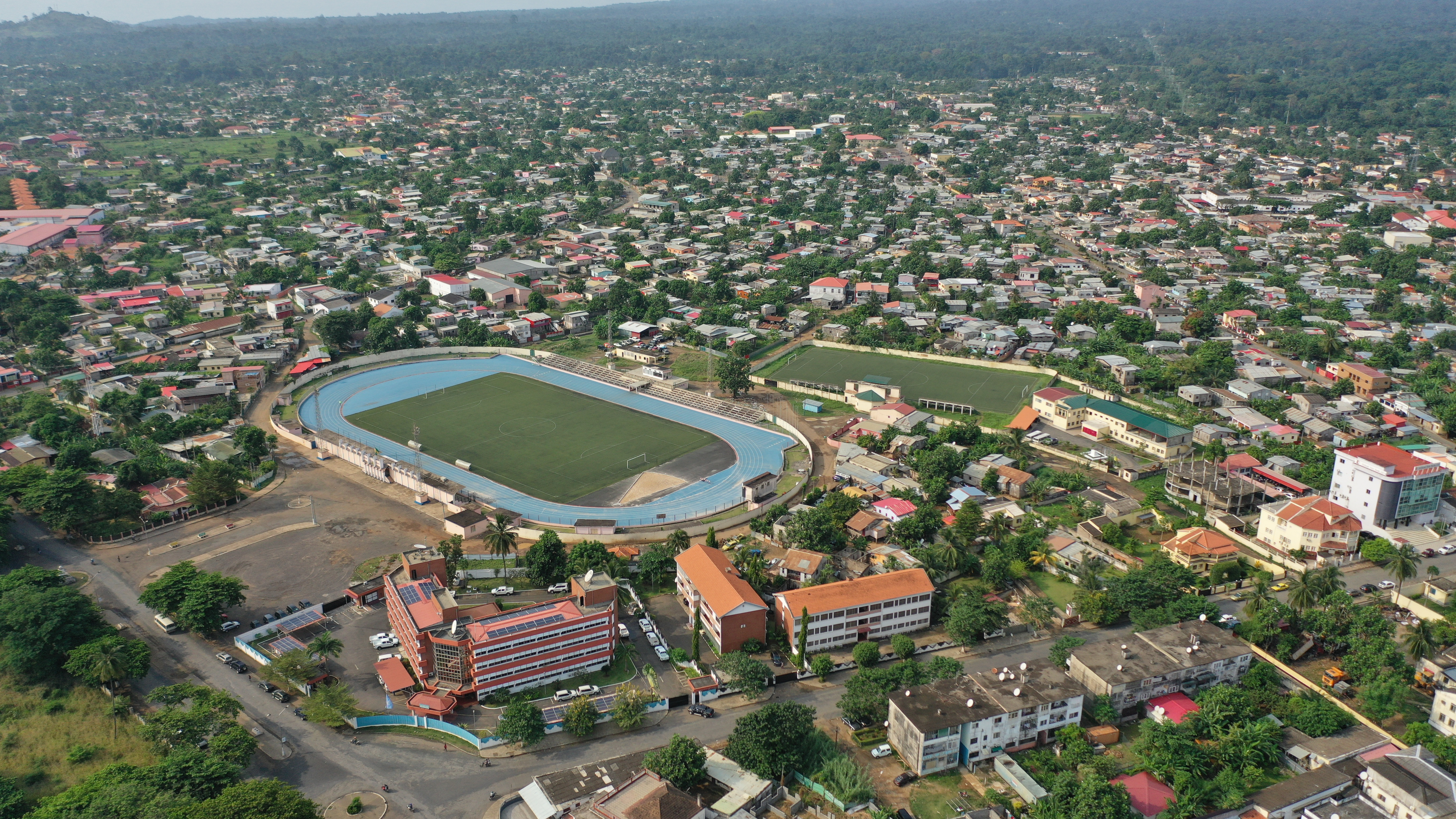
Національний стадіон 12 липня

Спортивні клуби, розташовані в місті, включають «Спортинг Прая Круз» та ФК «Віторія», що знаходяться в околицях Рибоке. Обидві команди грають на «Ештадіу Насьйональ 12 ді Жунью». Загалом в країні близько 30 команд.

## Галерея

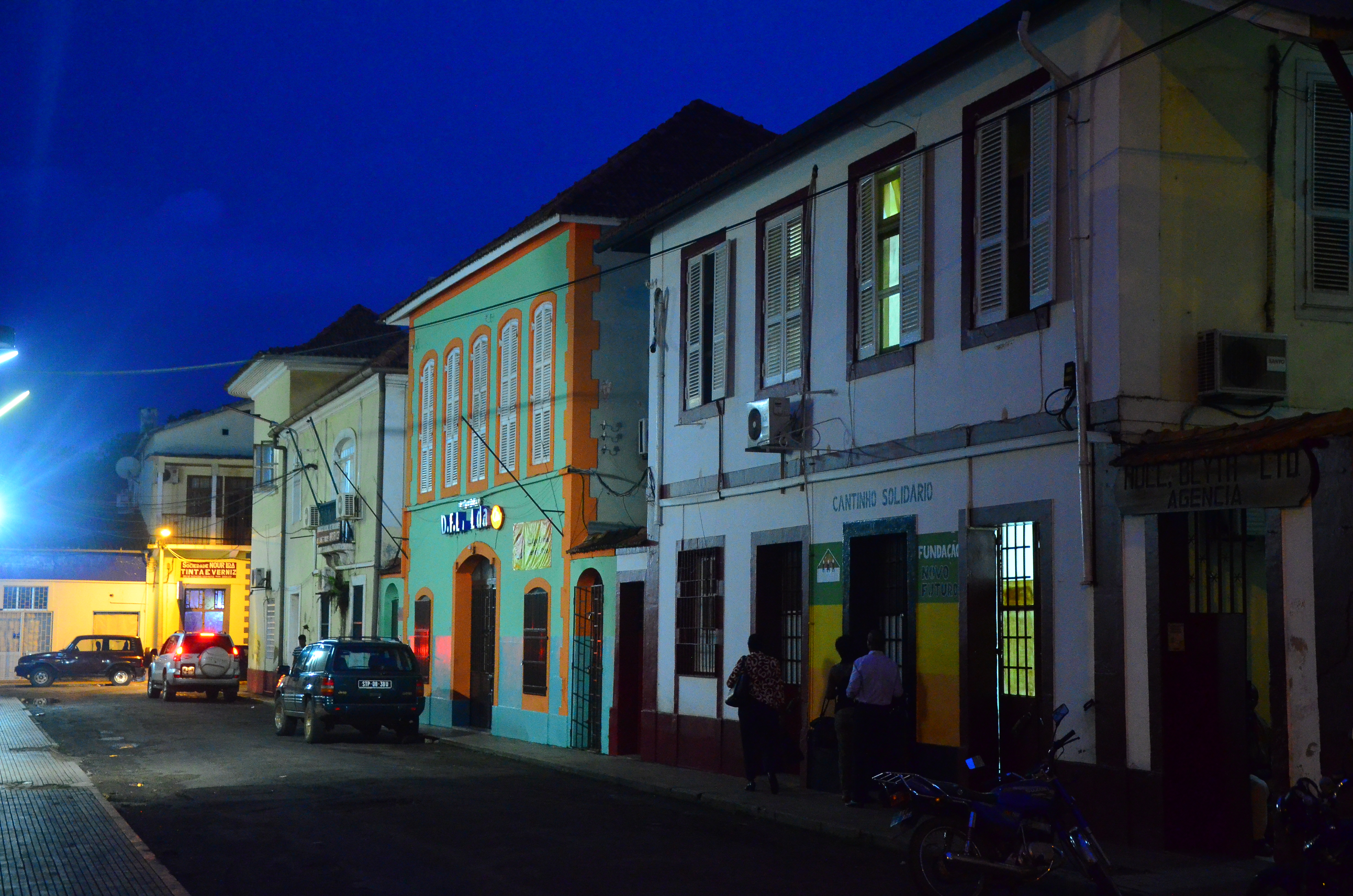
Місто вночі
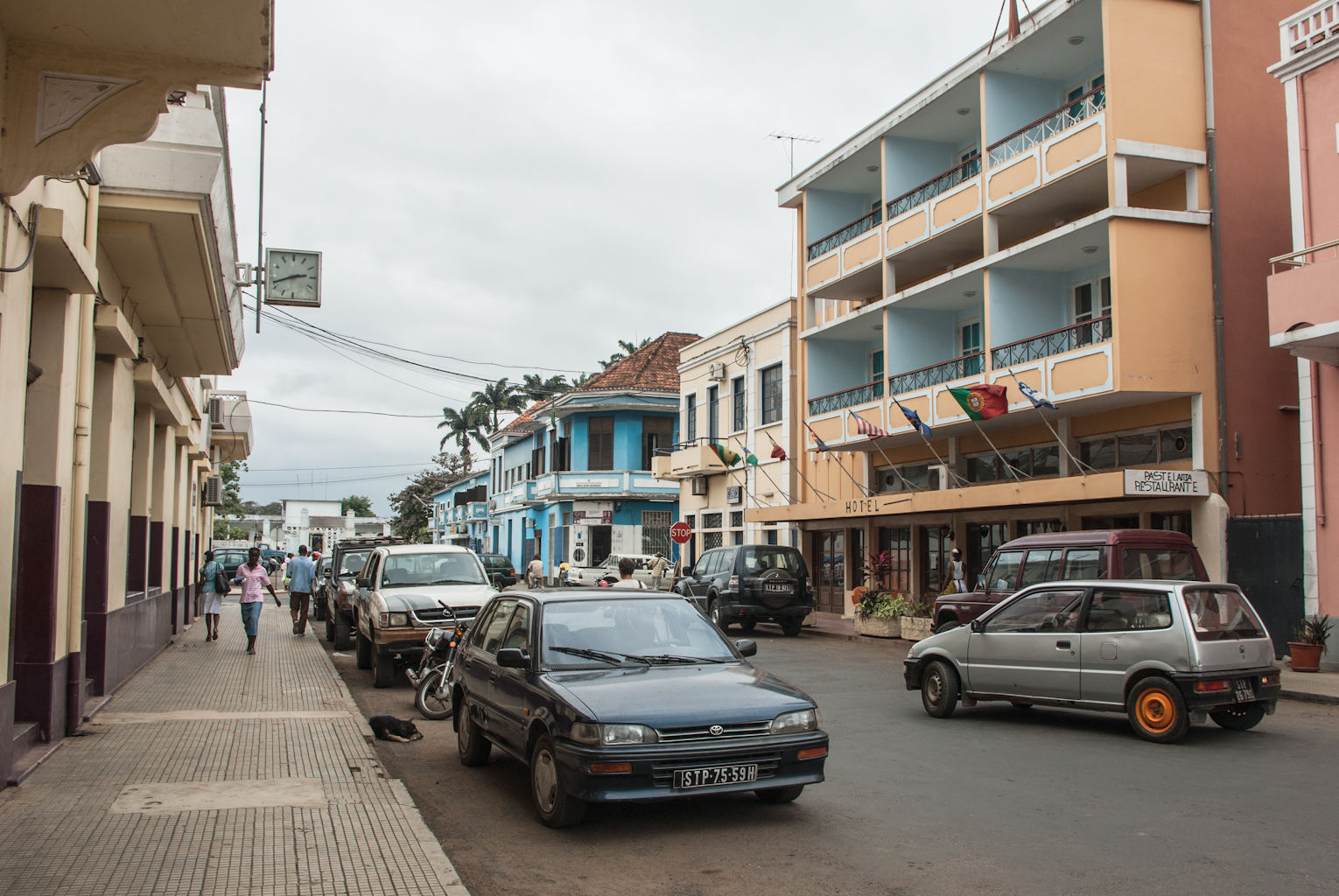
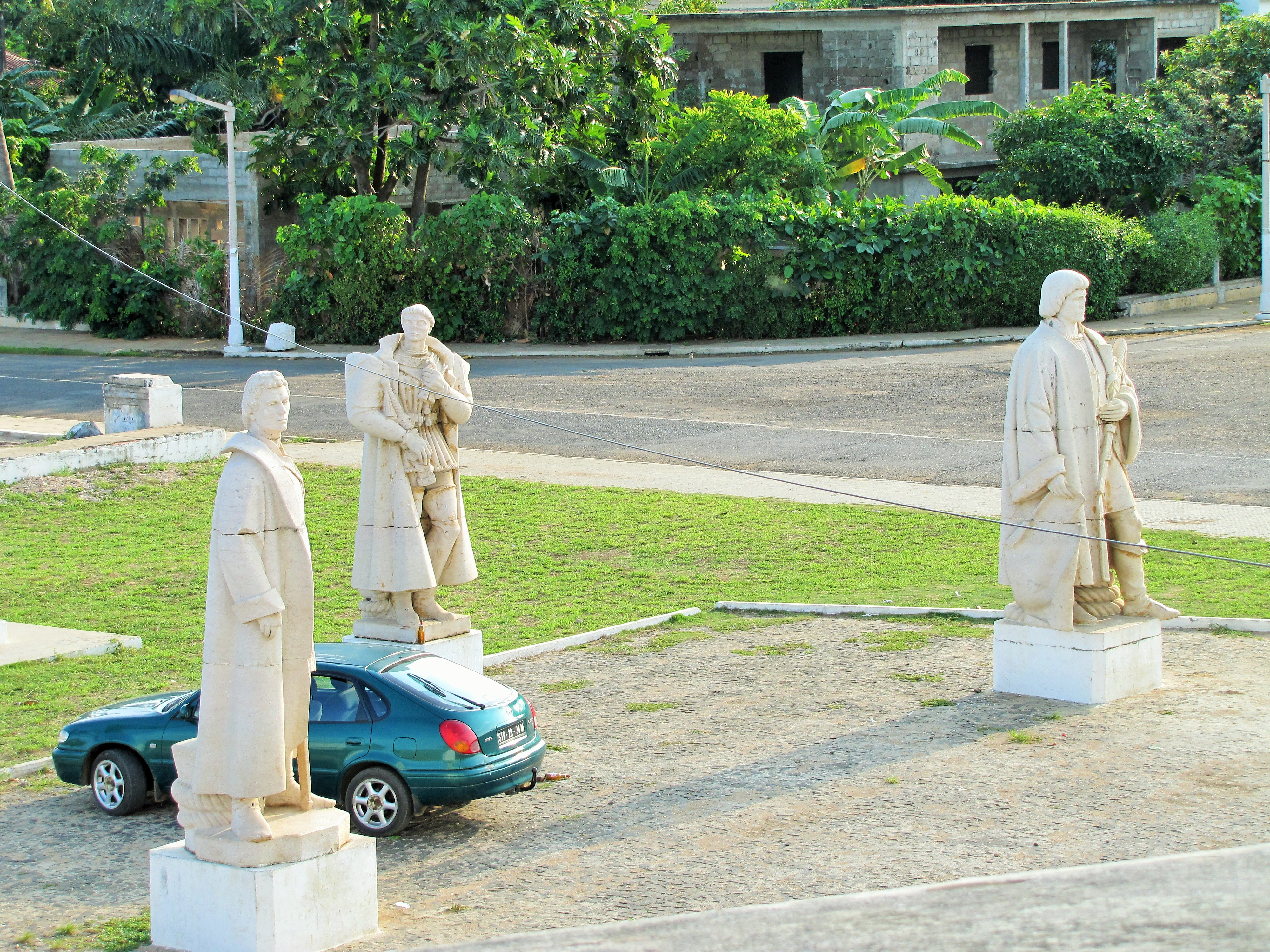
Три дослідника в Національному музеї Форт Сан-Себастьяно
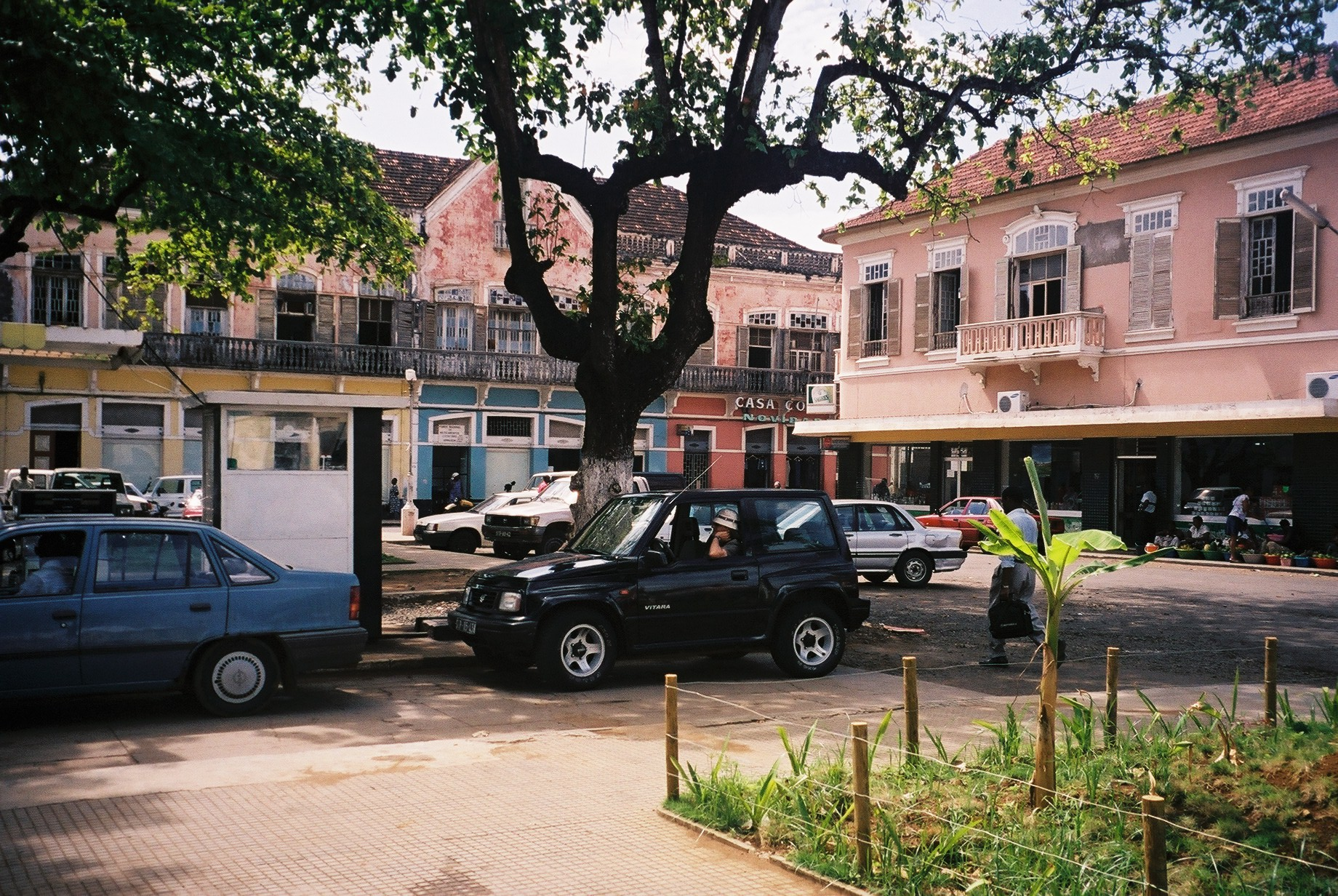
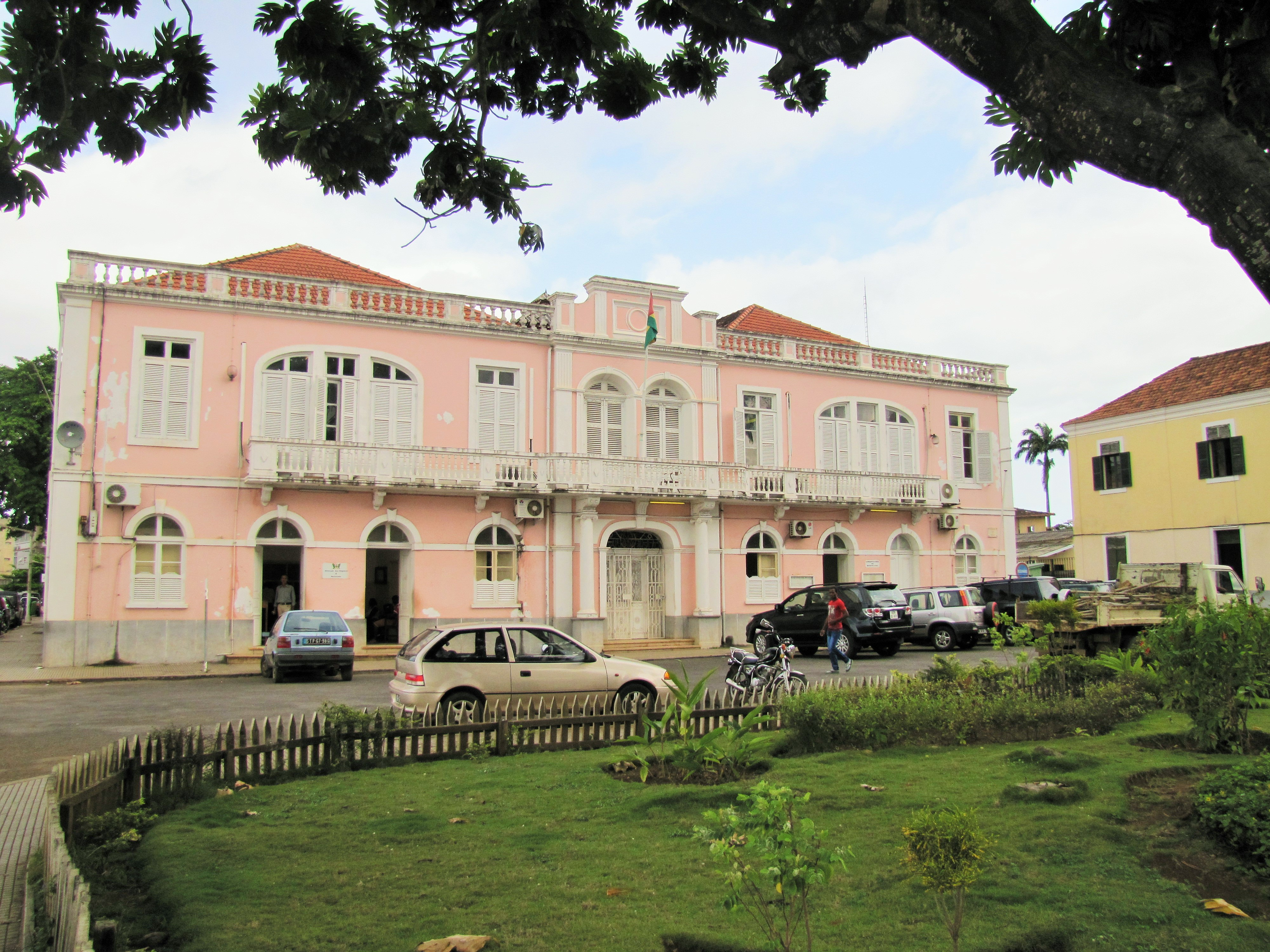
Вищий суд
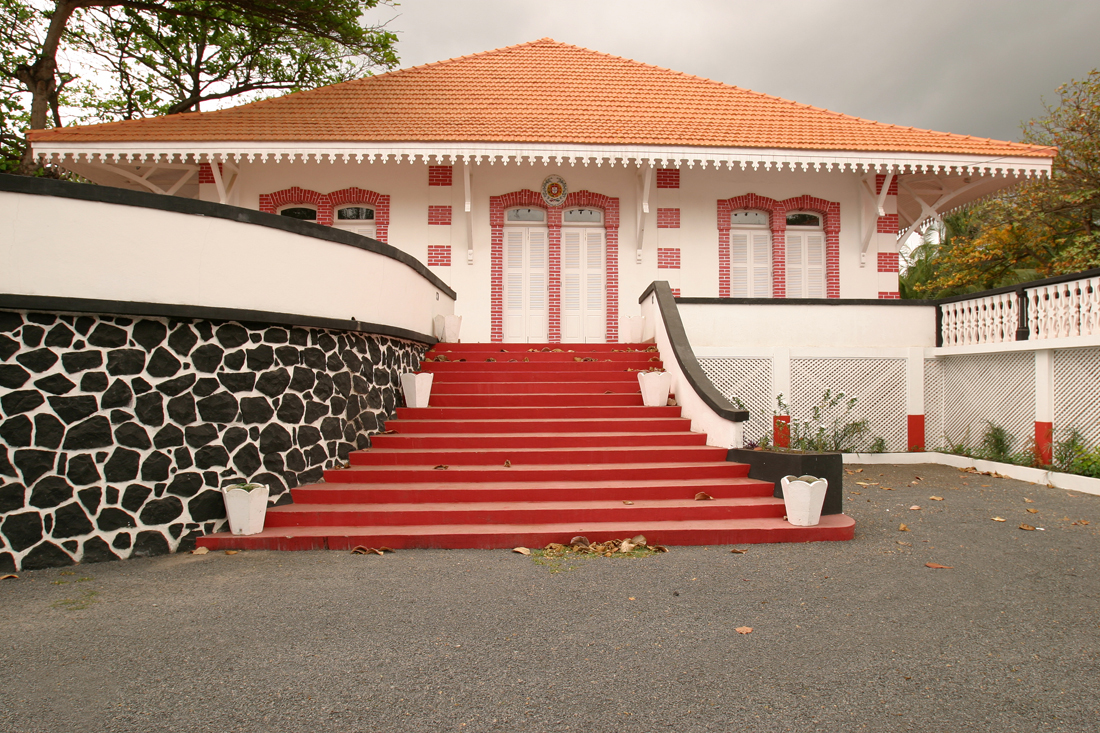
Посольство Португалії
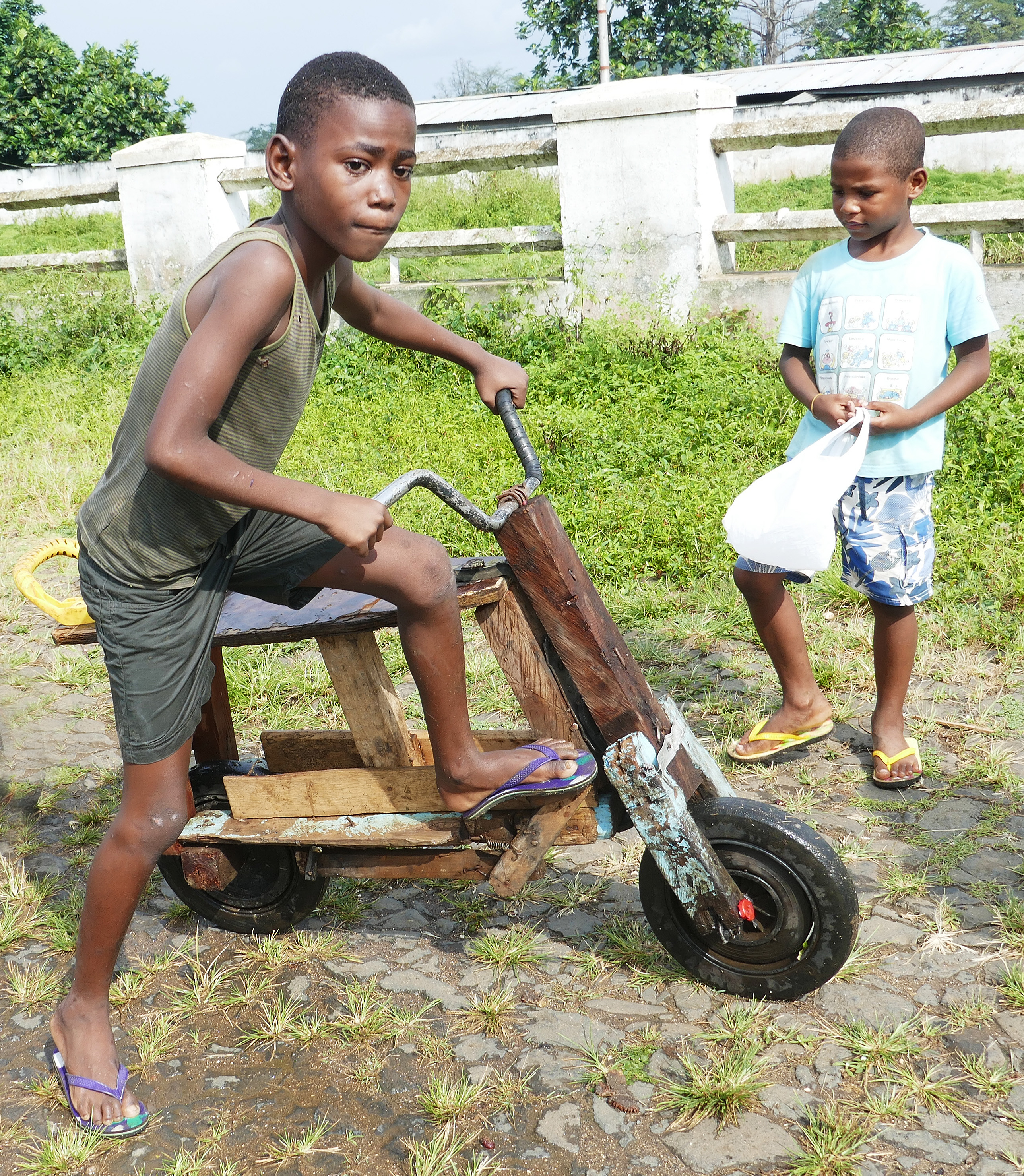
Діти із саморобним велосипедом
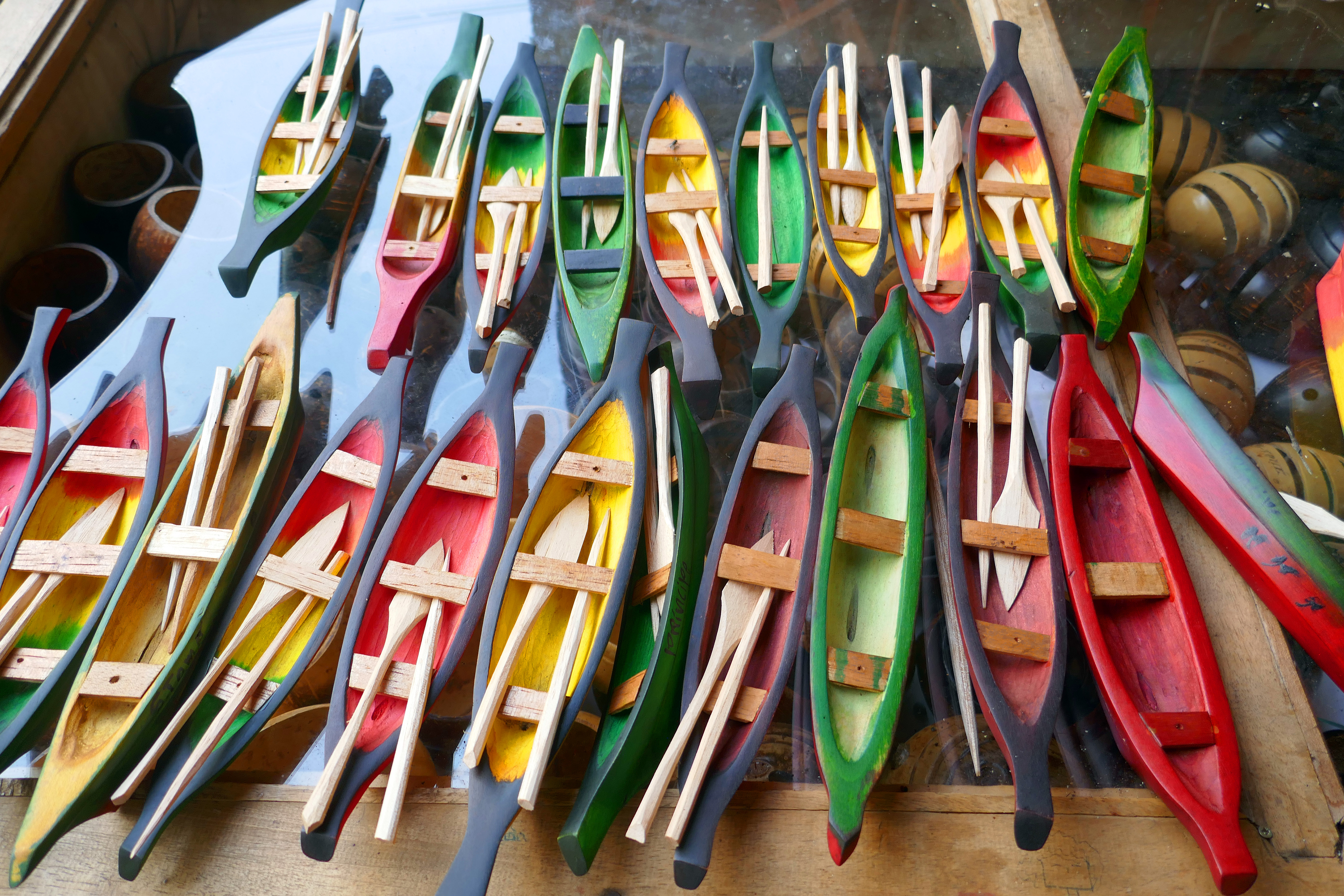
Сувеніри
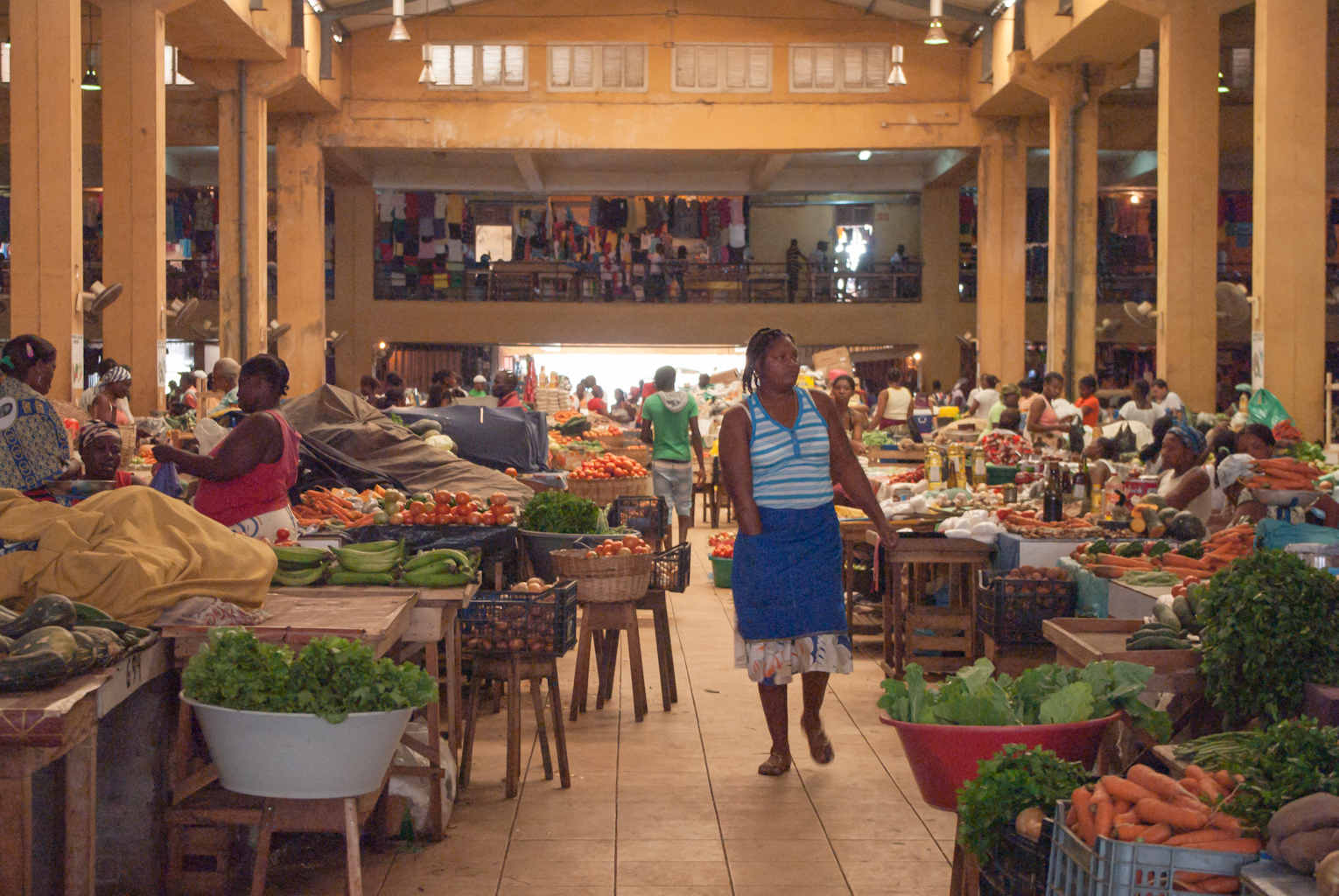
Базар
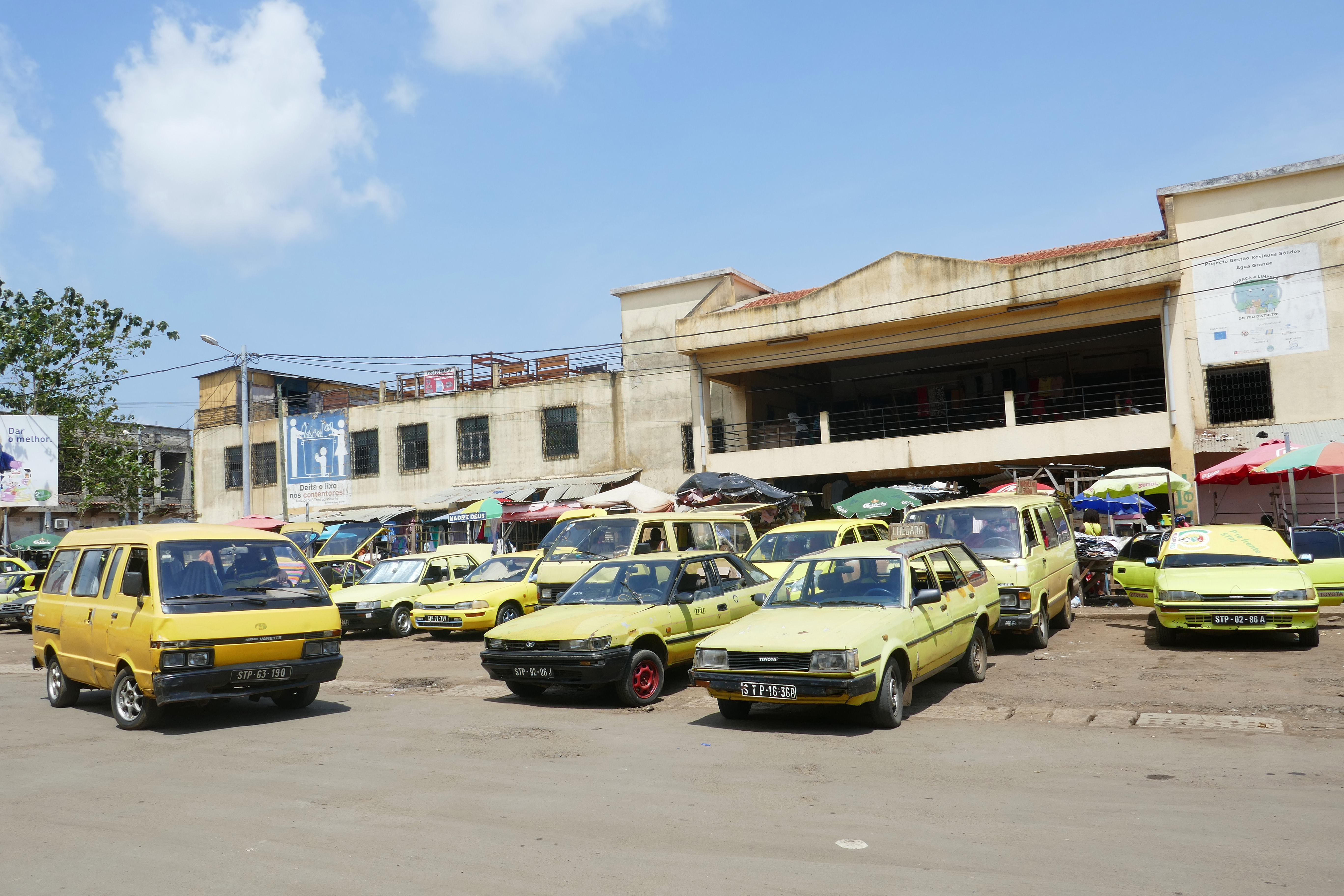
Таксі біля базару
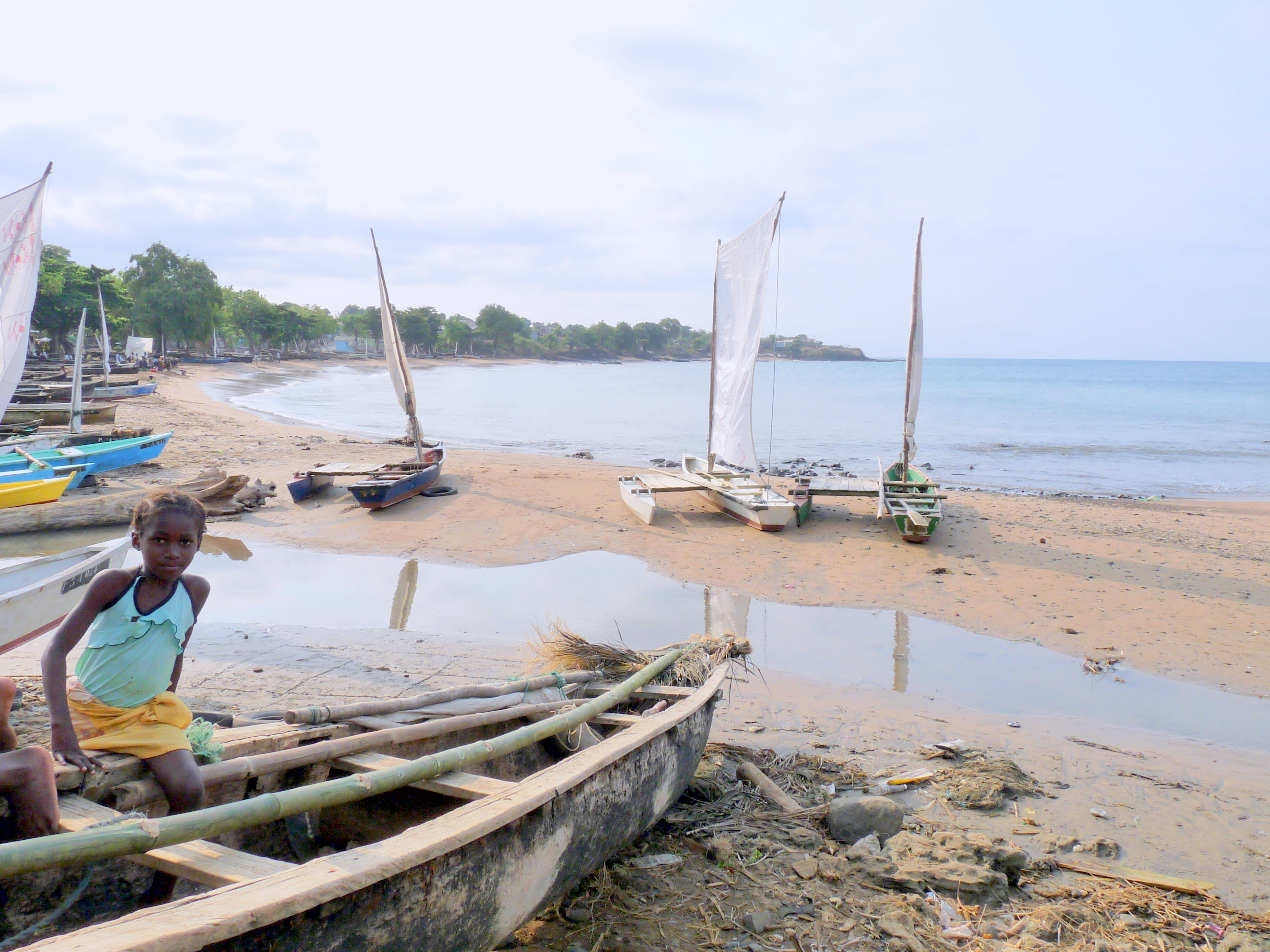
Порт
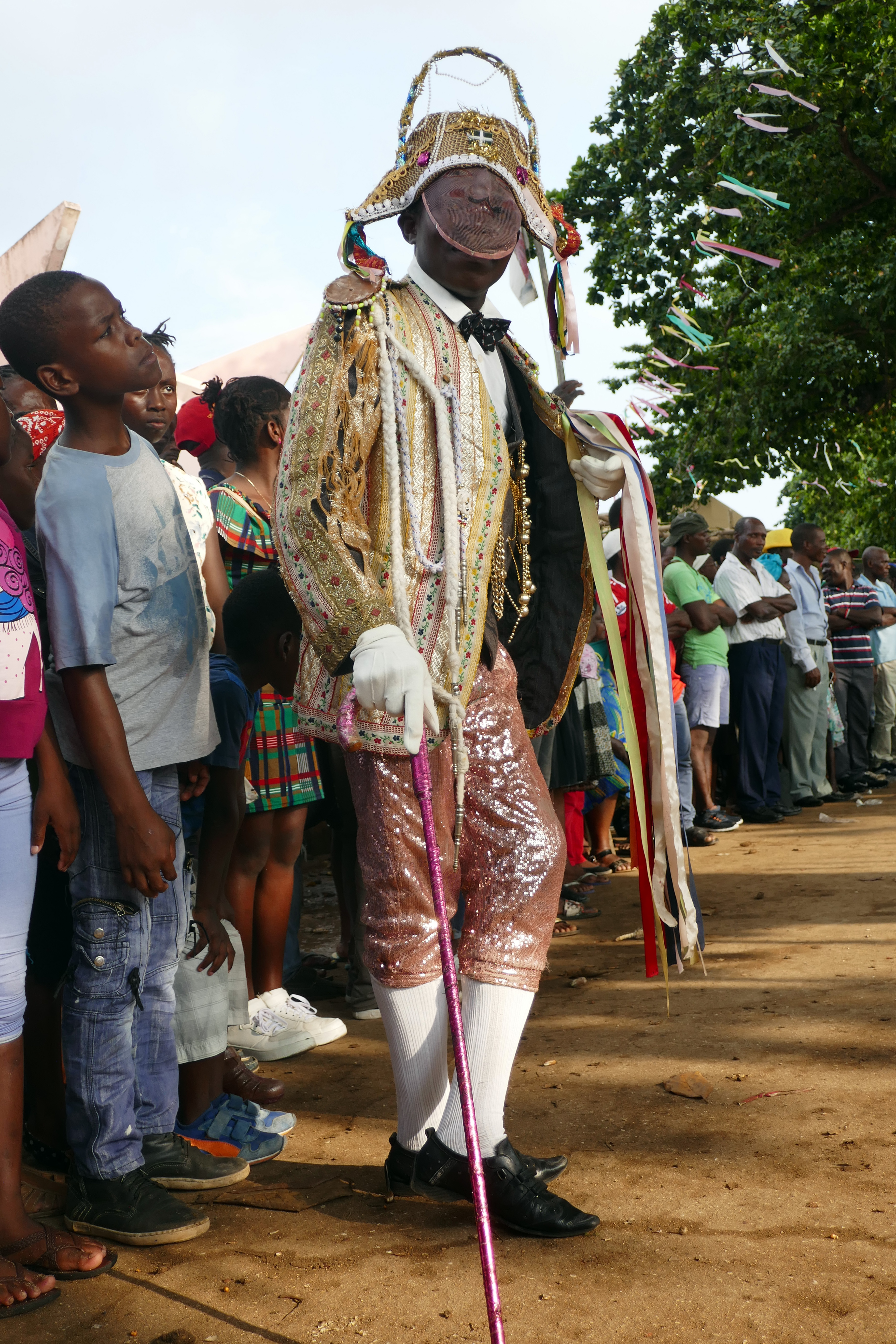
Свято Чілолі
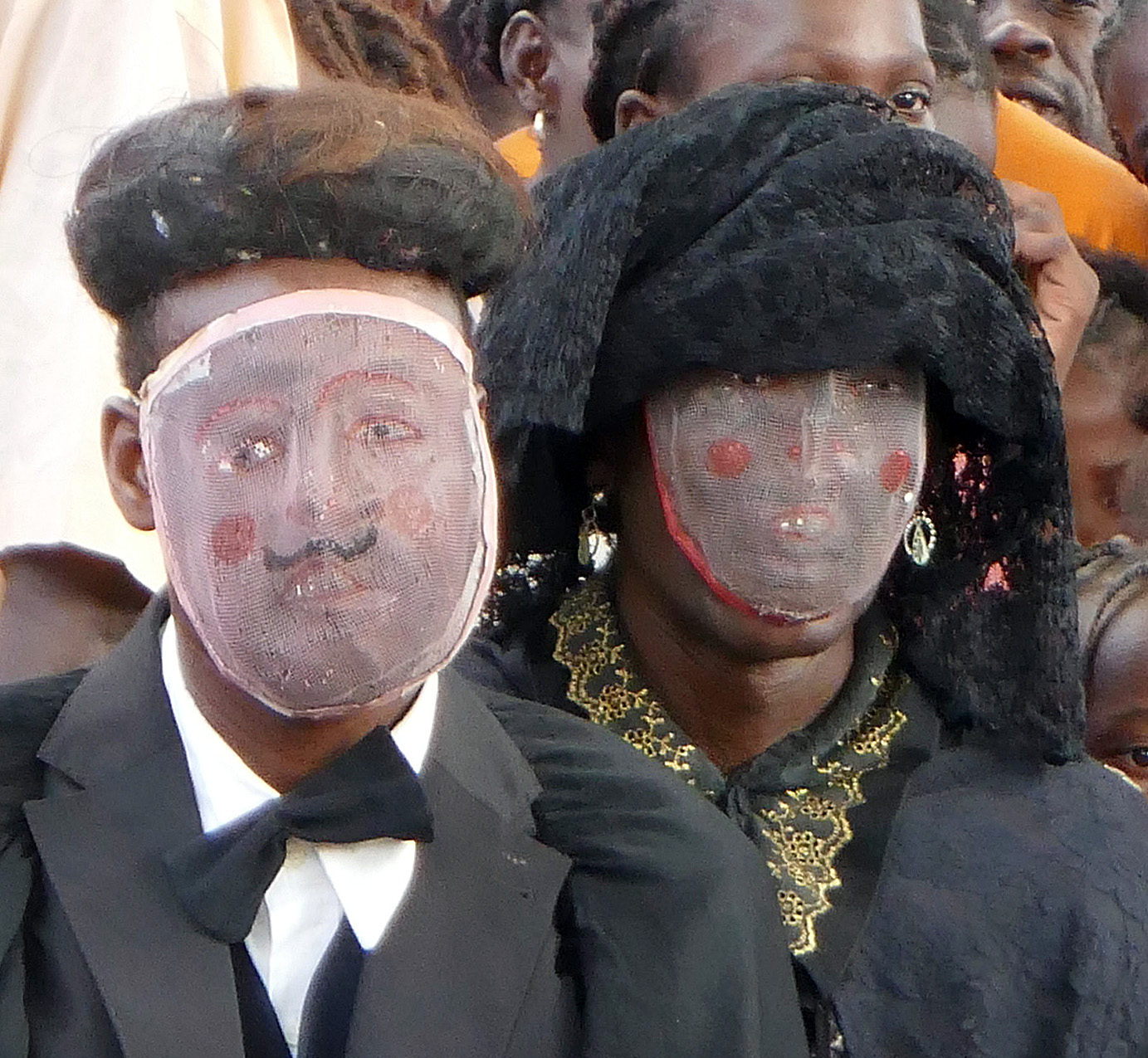
Свято Чілолі
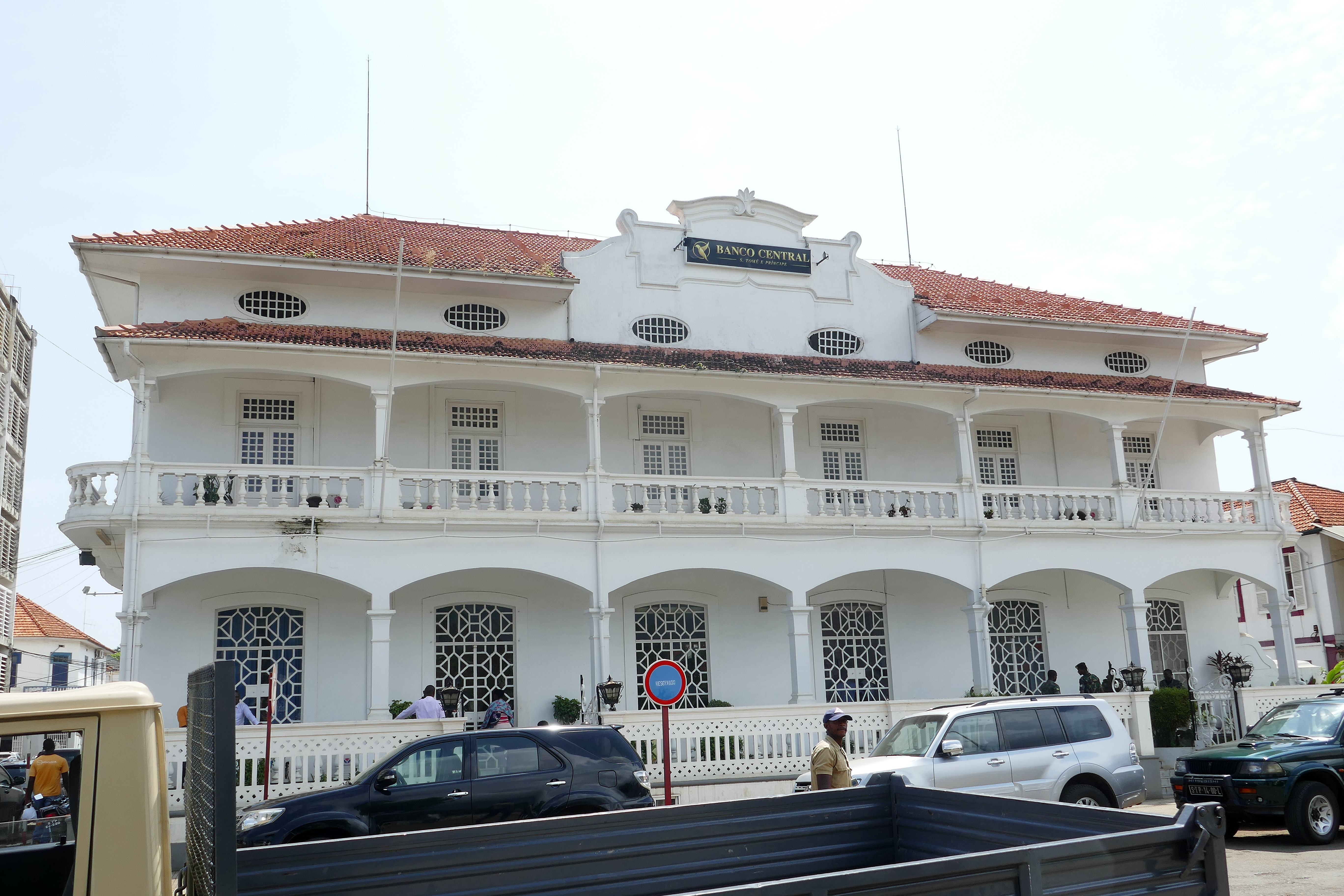
Центральний банк
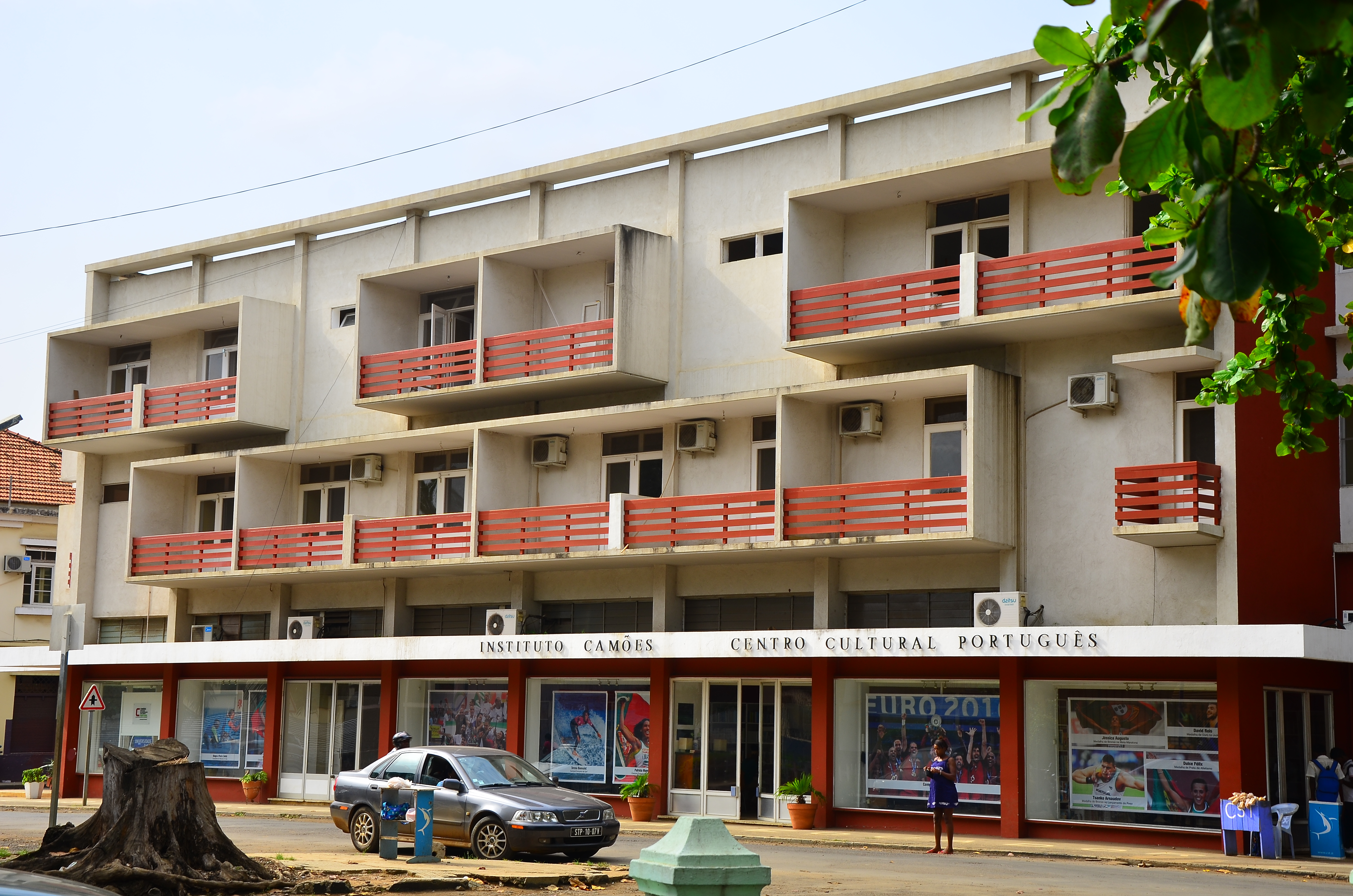
Португальський культурний центр

## Видатні люди
- Жозе Віанна да Мотта (1868—1948) — португальський піаніст, педагог і композитор
- Альфредо Азанкот (1872-??) — португальський архітектор, який емігрував до Чилі
- Алмада Негрейрош (1893—1970) — португальський художник, створював твори літератури та живопису, а також розробляв балетні хореографії
- Франсішку Жозе Тенрейру (1921—1963) — географ, поет і письменник колоніальної доби
- Альда Невес да Граса до Еспіріту Санту (1926—2010) — поетеса, яка писала португальською мовою, а після здобуття незалежності працювала в сантомейському уряді
- Гвадалупе де Сейта (1929—2021) — письменниця, лікар і національний герой
- Мігел Тровоада (нар. 1936) — прем'єр-міністр 1975—1979 рр. і президент 1991—2001 рр. Сан-Томе і Принсіпі
- Фрадіке де Мінезіш (нар. 1942) — Президент Сан-Томе і Прінсіпі з 2003 по 2011 рік
- Олінда Бежа (нар. 1946) — поетеса, письменниця та оповідачка, емігрувала до Португалії та переїхала до Візеу
- Томе Вера Круз (нар. 1956) — Прем'єр-міністр Сан-Томе і Прінсіпі з квітня 2006 по лютий 2008
- Консейсан Ліма (нар. 1961) — поет із міста Сантана
- Патріс Тровоада (нар. 1962) — політик, прем'єр-міністр Сан-Томе і Прінсіпі з 2008 по червень 2008, з 2010 по грудень 2012 і з листопада 2014 по грудень 2018
- Ауреліо Мартінс (нар. 1966) — журналіст, бізнесмен і політик

### Спорт
- Нуну Ешпіріту Санту (нар. 1974) — португальський футболіст, футбольний менеджер Португальської асоціації
- Найде Гомес (нар. 1979) — семиборець і стрибун у довжину, брав участь у бігу на 100 метрів з бар'єрами на літніх Олімпійських іграх 2000 року.
- Лассет Коста, (нар. 1986) — футболіст
- Язалдес Насіменту (нар. 1986) — португальський легкоатлет, в бігу на 100 метрів, брав участь у літніх Олімпійських іграх 2004 року
- Алсіно Сілва (нар. 1990) — каноєр-спринтер, брав участь у Літніх Олімпійських іграх 2008 року в Пекіні
- Харраміз — (нар. 1990) — футболіст, який грає в Португалії
- Зе — (нар. 1991) футболіст
- Булі Да Консейсао Трісте — (нар. 1991) — каноїст-спринтер, брав участь у Літніх Олімпійських іграх 2016 року
- Фадулі (нар. 1992) — футболіст, який грає в Португалії
- Шарль Монтейру (нар. 1994) — футболіст, який грає в Португалії
- Жилсон Коста (нар. 1996) — португальський футболіст
- Ромаріо Лейтао (нар. 1997) — бігун на довгі дистанції, брав участь у Літніх Олімпійських іграх 2016 року на дистанції 5000 метрів серед чоловіків
- Жедсон Фернандіш (нар. 1999) — португальський футболіст

## Міжнародні відносини
Сан-Томе є побратимом
- Кінгстаун, Сент-Вінсент і Гренадини
- Луанда, Ангола
- Лібревіль, Габон
- Аккра, Гана
- Лісабон, Португалія[12][13]